# Oobius
Oobius is een geslacht van vliesvleugeligen uit de familie Encyrtidae. De wetenschappelijke naam van dit geslacht is voor het eerst geldig gepubliceerd in 1963 door Trjapitzin.

## Soorten
Het geslacht Oobius omvat de volgende soorten:
- Oobius abditus Annecke, 1967
- Oobius agrili Zhang & Huang, 2005
- Oobius ambiguus (Zhang & Huang, 2004)
- Oobius anomalus Guerrieri, Garonna & Viggiani, 1989
- Oobius batocerae (Ferrière, 1936)
- Oobius buprestidis (Gordh & Trjapitzin, 1981)
- Oobius capnodiobius (Trjapitzin, 1968)
- Oobius chrysis Noyes, 2010
- Oobius coombsi (Schmidt & Noyes, 2003)
- Oobius dahlsteni (Trjapitzin, 1971)
- Oobius depressus (Girault, 1916)
- Oobius enya Noyes, 2010
- Oobius funestus Annecke, 1967
- Oobius hasmik (Trjapitzin, 2001)
- Oobius isidro Noyes, 2010
- Oobius ixodes Noyes, 2010
- Oobius longoi (Siscaro, 1992)
- Oobius lutron Noyes, 2010
- Oobius mekaha Noyes, 2010
- Oobius nearcticus (Trjapitzin, 1977)
- Oobius omalyx Noyes, 2010
- Oobius origo Noyes, 2010
- Oobius paranax Noyes, 2010
- Oobius pinicola (Mercet, 1921)
- Oobius prospheris (Ferrière, 1947)
- Oobius rehi Noyes, 2010
- Oobius rudis Noyes, 2010
- Oobius rudnevi (Nowicki, 1928)
- Oobius segar Noyes, 2010
- Oobius simulans Noyes, 2010
- Oobius striatus Annecke, 1967
- Oobius sutrix Noyes, 2010
- Oobius taybekovi Myartseva & Trjapitzin, 1979
- Oobius teratrix Noyes, 2010
- Oobius vivax Noyes, 2010
- Oobius xeta Noyes, 2010
- Oobius xochipili Noyes, 2010
- Oobius xystrocerae (Zhang & Huang, 2005)
- Oobius zagan Noyes, 2010
- Oobius zahaikevitshi Trjapitzin, 1963
- Oobius zeno Noyes, 2010